# Robert Crawford
Robert Crawford   (Belfast, 11 de març de 1972) és un pilot de trial nord-irlandès. A començament dels anys 90 va ser un dels competidors destacats del Campionat del Món de trial, acabant-hi setè la temporada de 1990. Ha estat Campió d'Irlanda de trial 5 vegades entre els anys 1989 i 2004, ha guanyat dues vegades l'Scott Trial (1990 i 1995) i una el British Experts Trial (1991).
A data de 2010, Crawford seguia competint al Campionat d'Irlanda de trial.

## Palmarès
| Any          | Motocicleta  | C. del Món outdoor | C. del Món indoor | Campionat d'Irlanda | Campionat britànic |
| ------------ | ------------ | ------------------ | ----------------- | ------------------- | ------------------ |
| 1989         | Beta         | -                  | -                 | 1r                  | ?                  |
| 1990         | Beta         | 7è                 | -                 |                     | 2n                 |
| 1991         | Montesa      | 12è                | -                 |                     | 4t                 |
| 1992         | Montesa      | 15è                | -                 |                     | 3r                 |
| 1993         | Aprilia      | 20è                | 22è               |                     | 3r                 |
| 1994         | Yamaha       | 15è                | -                 |                     | 3r                 |
| 1995         | Yamaha       | 25è                | -                 |                     | ?                  |
|              |              |                    |                   |                     |                    |
| 2000         | Beta         | -                  | -                 | 1r                  |                    |
| 2001         | Beta         | -                  | -                 | 1r                  |                    |
| 2002         | Beta         | -                  | -                 | 1r                  |                    |
| 2003         | Beta         | -                  | -                 |                     |                    |
| 2004         | Beta         | -                  | -                 | 1r                  |                    |
| Total títols | Total títols | 0                  | 0                 | 5                   | 0                  |